# Unicosiphonia
Unicosiphonia es un género de foraminífero bentónico de la subfamilia Tubulogenerininae, de la familia Siphogenerinoididae, de la superfamilia Buliminoidea, del suborden Buliminina y del orden Buliminida. Su especie tipo es Unicosiphonia crenulata. Su rango cronoestratigráfico abarca el Paleógeno.

## Discusión
Clasificaciones previas incluían Unicosiphonia en el suborden Rotaliina del orden Rotaliida.

## Clasificación
Unicosiphonia incluye a las siguientes especies:
- Unicosiphonia crenulata